# Chip 'n Dale Rescue Rangers 2
Chip 'n Dale Rescue Rangers 2 (チップとデールの大作戦2 Chippu to Dēru no Daisakusen 2?, lit. "Piff och Puffs uppdrag 2") är ett plattformsspel till NES utgivet i december 1993. Det är baserat på den animerade TV-serien med samma namn. Spelet finns med i The Disney Afternoon Collection.

### Fotnoter
1. 1 2  ”Chip 'n Dale Rescue Rangers 2”. NES DB. 27 februari 1990. Arkiverad från originalet den 19 april 2014. https://web.archive.org/web/20140419013601/http://www.nesdb.se/game_more.php?id=253&rid=1. Läst 18 april 2014.
2. ↑  American NES games list at Nintendo.com (via Internet Archive)
3. ↑  ”Chip 'n Dale: Rescue Rangers 2 Release Information for NES”. GameFAQs. Arkiverad från originalet den 15 maj 2011. https://web.archive.org/web/20110515154436/http://www.gamefaqs.com/nes/587566-chip-n-dale-rescue-rangers-2/data. Läst 7 maj 2011.
4. ↑  Makuch, Eddie (15 mars 2017). ”Six Classic Disney Games Coming To PS4, Xbox One, And PC In New Compilation Pack”. GameSpot. http://www.gamespot.com/articles/six-classic-disney-games-coming-to-ps4-xbox-one-an/1100-6448744/. Läst 27 oktober 2021.